# Juri Nikolajewitsch Woronow
Juri Nikolajewitsch Woronow, auch Georg, (russisch Юрий Николаевич Воронов; * 1. Juni 1874 in Tiflis; † 10. Dezember 1931 in Leningrad) war ein adeliger russischer Botaniker. Sein offizielles botanisches Autorenkürzel lautet Woronow.

## Leben und Wirken
Woronow war erst am Botanischen Garten in Tiflis und nach der Oktoberrevolution in Leningrad tätig. Er befasste sich mit der Flora des Kaukasus und unternahm auch  botanische Expeditionen u. a. in  Latein-Amerika.

## Ehrungen
Das Woronow-Schneeglöckchen (Galanthus woronowii), eine Pflanzenart aus der Gattung der Schneeglöckchen (Galanthus), wurde nach Juri Nikolajewitsch Woronow benannt. Auch die Pflanzengattung Woronowia Juz. aus der Familie der Rosengewächse (Rosaceae) ist nach ihm benannt.